# Ганбауэр (национальный парк)
Ганбауэр (англ. Gunbower National Park) — национальный парк, расположенный в районе Лоддон-Мэлли штата Виктория в Австралии. Площадь парка составляет 9 330 га. Расположен между Эчукой и Кундруком рядом с рекой Муррей, примерно в 250 км к северу от Мельбурна. Основан в июне 2010 года. В парке есть водно-болотные угодья леса Ганбауэра Рамсарской конвенции для защиты перелётных видов птиц.

## Флора и фауна
Национальный парк Ганбауэр насчитывает около 200 видов растений. Двумя основными типами леса являются величественные леса эвкалипта камальдульского в более влажных северо-западных районах и самшитовые леса в более высоких юго-западных частях.
В парке зарегистрировано 195 видов местной фауны, 30 из которых находятся под угрозой исчезновения, такие как находящиеся под угрозой исчезновения подвид ромбических австралийских питонов килеватый ромбический питон Morelia spilota metcalfei, Bidyanus bidyanus, Limnodynastes interioris, гигантская змеиношейная черепаха и сумчатые летяги. Кенгуру и эму обычны в парке.